# 杉原景正
杉原 景正（すぎはら かげまさ、（生没年未詳））は、備中国足守藩の家老見習。足守杉原家第5代当主。
第4代当主杉原房正の嫡孫。幼名は光二郎、通称は玄蕃。隠居後は景邦と名乗る。養子に杉原正邦。
寛政10年（1798年）7月13日に家老見習となる。同12年（1800年）閏4月2日に家督を相続し、500石を給わる。祖父同様、元締役として藩財政に関わったが、不行き届きのことがあったとして文化4年（1807年）9月16日に遠慮を命じられ、さらに12月24日には蟄居を命じられることになった。